# Jan Velkoborský
Jan Velkoborský (* 14. Juli 1975 in Pilsen) ist ein tschechischer Fußballspieler.

## Karriere
Jan Velkoborský begann mit dem Fußballspielen im Alter von sechs Jahren bei Viktoria Pilsen. Mit 18 Jahren wechselte er zu TJ Svéradice. Seinen Wehrdienst absolvierte in den Vereinen VTJ Stříbro und VTJ Karlovy Vary. 1995 kehrte Velkoborský, der zu diesem Zeitpunkt meist im Mittelfeld eingesetzt wurde nach Pilsen zurück, spielte aber zunächst für den 1. FC Pilsen.
Nach wenigen Monaten wurde er von Viktoria Pilsen zurückgeholt und debütierte im November 1995 in der 1. Tschechischen Liga. Den zweiten Teil der Saison 1995/96 verbrachte Velkoborský beim FK Tachov. Anschließend wurde er erneut an den 1. FC Pilsen ausgeliehen, diesmal blieb er ein halbes Jahr. Anfang 1997 war Velkoborskýs Odyssee zunächst vorbei, er kehrte zurück zu Viktoria Pilsen und erkämpfte sich einen Stammplatz. In zweieinhalb Jahren absolvierte der 1,90 Meter große Velkoborský 65 Spiele und schoss sechs Tore. Im Sommer 1999 wurde er von Chmel Blšany verpflichtet, wo er sich zu einem der besten Abwehrspieler der Liga entwickelte.
Am 15. August 2001 debütierte Velkoborský in einem Testspiel gegen Südkorea in der Tschechischen Nationalmannschaft. Sein zweites und letztes Länderspiel absolvierte Velkoborský am 5. September 2001 in der Qualifikation zur Weltmeisterschaft 2002 gegen Malta.
In dieser Zeit waren sowohl Slavia Prag als auch der FK Teplice an dem Verteidiger interessiert, zu einem Wechsel kam es aber nicht. Erst Anfang 2003 verließ Velkoborský Blšany, als er an den deutschen Zweitligisten LR Ahlen ausgeliehen wurde. Nach 42 Spielen in anderthalb Jahren wechselte Velkoborský im Sommer 2004 zu Baník Ostrava, beim damaligen Tschechischen Meister konnte er sich aber nicht durchsetzen. Nach einem halben Jahr ging er zu Viktoria Žižkov in die 2. Liga. Im Juli 2005 kehrte Velkoborský nach Ahlen zurück und unterschrieb einen Zweijahresvertrag. Trainiert wurde die Mannschaft zu diesem Zeitpunkt vom tschechischen Trainer František Straka.
Nach dem Abstieg des LR Ahlen in die Regionalliga Nord am Ende der Saison 2005/06 wechselte Velkoborský zur SV Elversberg in die Regionalliga Süd. Als er 2008 bei Elversberg ausgemustert wurde, wechselte er in die 3.tschechische Liga zu VTJ Karlovy Vary, wo er schon von 1994 bis 1995 spielte. Von 2009 bis August 2013 spielte Velkoborský beim 1. FC Bad Kötzting. Am 11. März 2012 riss er sich im Spiel gegen den SSV Jahn Regensburg II das Kreuzband, was ihm über ein Jahr außer Gefecht setzte. Während Velkoborský noch seine Verletzung auskurierte, übernahm er im Oktober 2012 das Amt des Cheftrainers beim FCK und führte den Verein von einem Abstiegsplatz ins gesicherte Mittelfeld der Tabelle. Seit August 2013 ist er als Spieler für den 1. FC Zandt aktiv. Im Juni 2014 übernahm er als Spielertrainer den Kreisligisten SV Neubäu.